# Les Ogresses
Pour plus de détails, voir Fiche technique et Distribution.
Les Ogresses (titre original : Le fate) est une comédie à sketches italo-française, réalisée par Mauro Bolognini, Mario Monicelli, Antonio Pietrangeli et Luciano Salce, sorti en 1966,.

## Fiche technique
- Titre : Les Ogresses
- Titre original : Le fate
- Réalisateurs : Mauro Bolognini, Mario Monicelli, Antonio Pietrangeli et Luciano Salce
- Musique : Armando Trovajoli
- Producteurs : Gianni Hecht Lucari, Fausto Saraceni (producteur exécutif)
- Sociétés de production : Columbia Pictures, Documento Film
- Pays de production :  Italie,  France
- Format : couleur (Technicolor) — 35 mm — son Mono
- Durée : 114 minutes
- Genre : Comédie à sketches
- Dates de sortie :
  - Italie : 22 novembre 1966
  - France : 19 juillet 1967
- Affiche : Jean Mascii (France)

## Fata Elena
Luigi (Jean Sorel) rend visite au mari d'Elena (Raquel Welch) et éprouve une certaine attirance pour celle-ci. Après avoir consommé leur premier rapport, Elena reste sereine et tranquille à broder en présence du mari et d'hôtes, tandis que Luigi se trouvant mal à l'aise décide de regagner son domicile afin de retrouver son épouse qui devrait être occupée à faire de la broderie en présence d'un invité.

### Fiche technique
- Réalisation : Mauro Bolognini
- Scénario et histoire : Roberto Sonego
- Photographie : Leonida Barboni
- Montage : Nino Baragli
- Décors : Pier Luigi Pizzi
- Costumes : Pier Luigi Pizzi

### Distribution
- Raquel Welch : Elena
- Jean Sorel : Luigi
- Pia Lindström : Claudia
- Clotilde Sakaroff : La gouvernante
- Franco Morici

## Fata Armenia
La jeune Armenia (Claudia Cardinale) révolutionne la vie monotone d'un médecin (Gastone Moschin) qu'elle a appelé afin d'ausculter son fils âgé de quelques mois. Armenia vit d’expédients et petits larcins mais se considère honnête et veut uniquement le bien de son enfant dont la couleur de cheveux change étrangement trop souvent.

### Fiche Technique
- Réalisation : Mario Monicelli
- Scénario : Suso Cecchi D'Amico et Giorgio Salvioni d'après une histoire de Tonino Guerra
- Décors : Ottavio Scotti
- Photographie : Dario Di Palma
- Montage : Ruggero Mastroianni
- Décors : Piero Gherardi
- Costumes : Piero Gherardi

### Distribution
- Claudia Cardinale : Armenia
- Gastone Moschin : Dr. Aldini
- Corrado Olmi : L'ami d'Aldini

## Fata Marta
Madame Marta (Capucine) est l'épouse capricieuse d'un riche et fameux chirurgien (Anthony Steel), patronne sévère et scrupuleuse à jeun mais frivole et sans complexe quand elle est saoule, faisant semblant de tout oublier dès qu'elle revient à son état normal. Giovanni (Alberto Sordi), valet de chambre et chauffeur, nouvellement embauché, en fait les frais.

### Fiche Technique
- Réalisation : Antonio Pietrangeli
- Scénario et histoire : Roberto Sonego
- Photographie : Armando Nannuzzi
- Montage : Franco Fraticelli
- Décors : Mario Chiari
- Costumes : Mario Chiari

### Distribution
- Capucine : Marta
- Alberto Sordi : Giovanni
- Olga Villi : Comtesse Rattazzi
- Anthony Steel : Le professeur
- Gigi Ballista : le prêtre
- Nino Marchetti : L'invité

## Fata Sabina
Sabina (Monica Vitti) est prise en auto-stop par des automobilistes d'apparence sérieuse et convenable mais échappe à deux tentatives de viol. Finalement, elle rencontre un étranger (Enrico Maria Salerno) qui sait se conduire convenablement, chose impossible pour les Italiens (et Italiennes), insatisfaits et refoulés.

### Fiche technique
- Réalisation et scénario : Luciano Salce
- Scénario et histoire : Ruggero Maccari et Luigi Magni
- Photographie : Carlo Di Palma
- Montage : Sergio Montanari
- Décors : Luca Sabatelli
- Costumes : Luca Sabatelli

### Distribution
- Monica Vitti : Sabina
- Enrico Maria Salerno : Gianni
- Renzo Giovampietro : Automobiliste